# Damnation (gra komputerowa)
Damnation – gra komputerowa typu steampunk shooter wyprodukowana przez studio Blue Omega Entertainment i wydana przez firmę Codemasters.

## Rozgrywka
Gra ukazuje alternatywną wizję przyszłości na Ziemi. W grze amerykańska wojna secesyjna nie zakończyła się i wciąż trwa, a maszyny parowe zastąpiły silniki na paliwa płynne. Na skutek konfliktu zasoby naturalne na wschodnim wybrzeżu USA wyczerpały się, wobec czego zarówno Unia, jak i Konfederaci ruszyły na poszukiwanie surowców na zachód, gdzie natknęły się na świetnie wyposażonego dealera broni, który dąży do zniszczenia obu obozów i utworzenia totalitarnego Imperium Ameryki. Akcja skupia się na grupie bojowników o wolność, skupionych wokół Hamiltona Roukre'a (głównego bohatera gry), próbujących za wszelką cenę obronić silnie uprzemysłowioną i rozdartą wojną Amerykę przez dyktatorem. W trakcie gry wykonujemy różne zadania współpracując lub walcząc przeciw napotkanym postaciom. 

## Rozwój gry
Początkowo gra funkcjonowała jako mod gry Unreal Tournament 2004. Wzięła ona udział w konkursie Make Something Unreal zorganizowanym przez firmę Epic Games, w którym tytuł zajął drugie miejsce w kategorii całkowitej przeróbki gry. Wersja finalna zawiera wiele elementów z moda, między innymi widok z trzeciej osoby, elementy akrobatyczne i wizje duchów. 
Wersję demonstracyjną gry planowano wydać dla usług PlayStation Network oraz Xbox Live Marketplace w pierwszych dniach stycznia 2009 roku, jednak nigdy nie zostało ono udostępnione. 
Wydanie gry wielokrotnie opóźniano; pierwotnym terminem była jesień 2008 roku. Tytuł ostatecznie wydano 22 maja 2009 roku. 

## Odbiór gry
Gra otrzymała generalnie negatywne recenzje. Recenzent serwisu IGN Greg Miller wystawił jej ocenę 2,5 argumentując, że grafika i udźwiękowienie jest okropne, "za wszelką cenę unikajcie tej gry" ("avoid this game at all costs"). Z kolei recenzent serwisu Eurogamer Dan Whitehead wystawił grze ocenę 3/10. Andy Hartup w magazynie Xbox World 360 napisał, że gra jest "jednym z najgorszych shooterów tej generacji" ("one of the worst shooters of this generation"). Junglist i Bajo z australijskiego show o grach komputerowych Good Game zgodnie stwierdzili, że podobało im się środowisko gry i możliwość eksploracji, natomiast przeciwnicy byli zbyt silni i mało inteligentni. Obaj ocenili grę na 5,5/10.